# William Wright Smith
William Wright Smith (2 de febrero 1875, Parkend, Lochmaben, Escocia-15 de diciembre de 1956, Edimburgo, Escocia) fue un botánico escocés .

## Biografía
Era hijo de James T. Smith, arrendatario en Dumfriesshire, y donde el joven William adquiere muy pronto el amor por la naturaleza y su tierra natal. Hace sus estudios medios en la "Academia de Dumfries". Y se entusiasma con la intención de ser maestro de escuela. Parte luego a la Universidad de Edimburgo e intenta obtener el diploma docente del "Moray House Training School". Luego de graduarse allí, oficia durante diez años en la docencia. Mas su interés por las ciencias naturales le conduce a resultar asistente de Isaac Bayley Balfour (1853-1922) y conferencista al seno del pequeño "Departamento de Botánica" de la Universidad de Edimburgo. Sus acciones son variadas y se ocupa particularmente de la Micología : llega a organizar salidas micológicas sobre el terreno para formar a los estudiantes en el reconocimiento de los hongos.
En 1907, tiene la posibilidad de salir de Escocia para partir a la India donde, bajo la autoridad del gobernador de Bengala, es curador del herbario del Jardín Botánico de Calcuta. Luego de cuatro años de servicio, es nombrado director de ese Jardín, así como del "Servicio de Investigaciones Botánicas de la India", igualmente se ocupa del Jardín botánico Lloyd de Darjeeling. Desarrolla un sólido conocimiento de la flora hindú y de Birmania, así como de otras regiones tropicales gracias a la copiosa cantidad de especies en cultivo en el Jardín.
Sus funciones englobaban también objetivos de orden práctico. Smith dirige dos grandes explotaciones de plantas de quinquina en el distrito de Darjeeling, y una fábrica en Mungpu encargada de industrializar el alcaloide de quinquina, usado para fabricar la quinina, principal medicamento en la lucha contra el paludismo. Smith también se encargaba de la distribución y de la venta de ese medicamento.
En el dominio botánico, puede organizar y participar del estudio florístico de los valles inexplorados del Himalaya. En 1909, remonta hacia las fuentes de los ríos Llonakh y Zemu, al noroeste de la provincia Sikh, regiones que Joseph Dalton Hooker (1817-1911) no había podido penetrar a causa de la cerrazón de las selvas de rhododendron. Regiones tan inhóspitas, que los nómades tibetanos eran los únicos en aventurarse en algunos meses del año. Al año siguiente, explora el valle de Chumbi, Tíbet. Y reúne suficientes documentos como para publicar Records of the Botanical Survey of India.
Smith vuelve a Escocia en 1911 invitado por Balfour para ser asistente del director del Jardín botánico de Edimburgo. Su arribo coincide con el material reunido por George Forrest (1873-1932) durante su expedición a China. La experiencia adquirida por Smith en la India le permite estudiar dichas colecciones de George Forrest, que continua expedicionando a la frontera de Tíbet y de Birmania, y a la provincia du Yunnan. A esas colecciones, se agregan las de Reginald John Farrer (1880-1920) y de Frank Kingdon-Ward (1885-1958) en China, los tres colectores rivalizaban por el descubrimiento de nuevas especies. Ese trabajo produjo la descripción de más de 550 especies desconocidas.
Durante la Primera Guerra Mundial, estuvo a cargo de la producción de madera en Escocia, comenzando a interesarse en cuestiones silvícolas. Sucede a Balfour, en 1922, como profesor real en la Universidad de Edimburgo y curador real del jardín botánico de la Universidad. Supervisa muchas e importantes publicaciones sobre los géneros Rhododendron y sobre todo Primula, género en el cual es asistido por Harold Roy Fletcher (1907-1978).
Sus cursos son muy reputados, y continua organizando salidass al campo para sus estudiantes. Smith se ocupa igualmente en cultivar, en el jardín botánico, numerosas especies suplementarias. Contribuye a enriquecer el arboretum de Edimburgo que se va a convertir en uno de los más ricos del mundo.
Recibió el título de sir' 1932, deviene miembro de la Royal Society el 22 de marzo de 1945 y de diversas otras sociedades científicas, presidiendo la Royal Society of Edinburgh de 1944 a 1949.
Recibe diversos títulos honorarios: doctorado en Ciencias de la Universidad de Toulouse y otro de Leyes en la Universidad de Aberdeen. La Sociedad Real de Edimburgo le otorga la medalla Makdougall-Brisbane; la Société royale d'horticulture, la medalla Victoria de honor en 1925; y la medalla conmemorativa Veitch en 1930, la Sociedad de Horticultura de Massachusetts la medalla George Robert White. Smith fue miembro honorario de la American Academy of Arts and Sciences.
Se casa con Emma Wiedhofft, unión que les da tres hijos.